# Дробонику, Иосиф
Иосиф Дробонику (алб. Josif Droboniku; 25 декабря 1952, Фиери, Албания — 6 февраля 2020, Бари, Италия) — албанский художник-монументалист, автор мозаик, иконописец. Лауреат Государственной премии Албании (1983).

## Биография

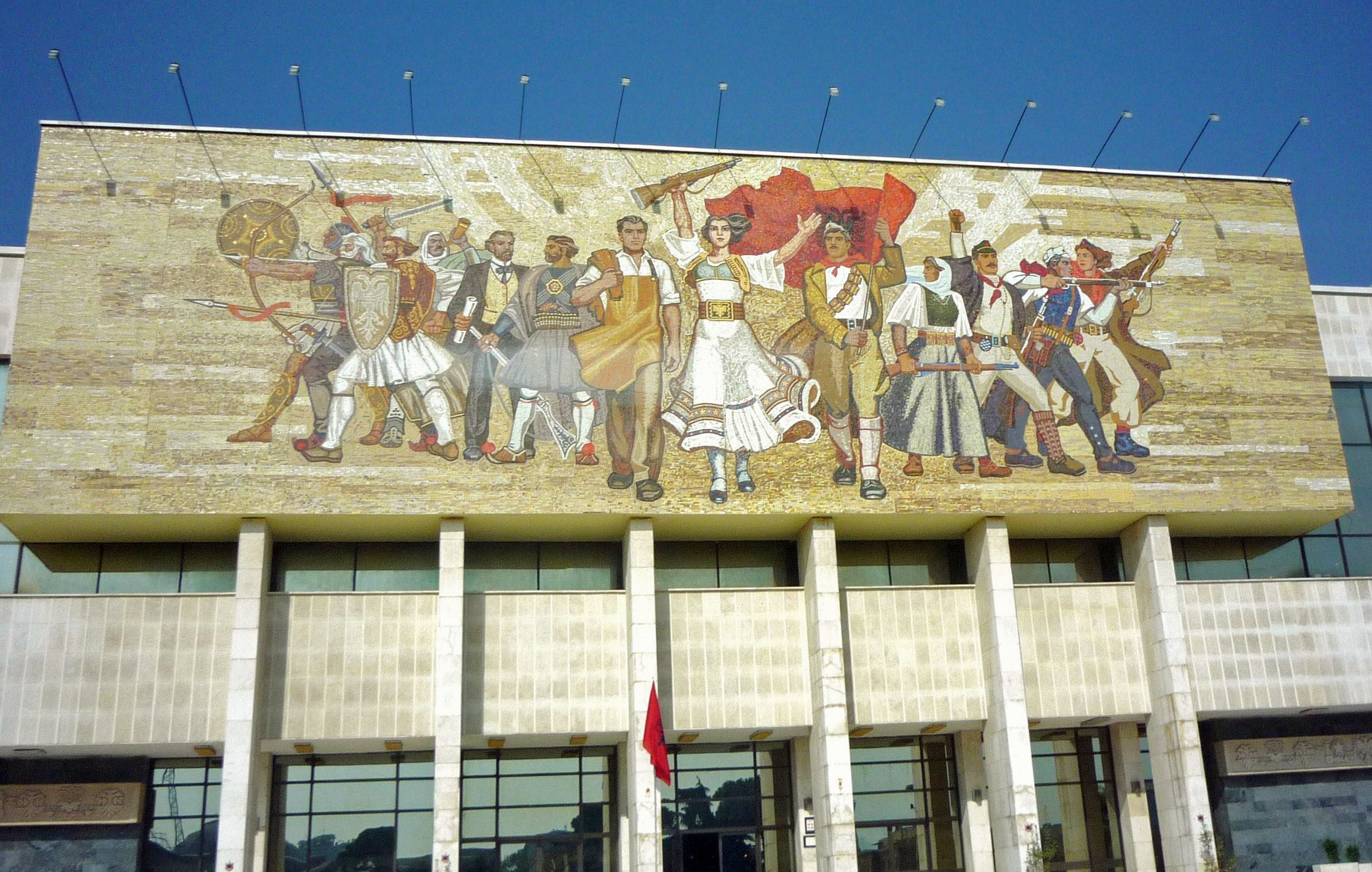
Мозаика Национального исторического музея в Тиране, Албания

Окончил высшую школу при Иорданской миссии в Тиране. Позже изучал монументальную живопись в Тиранском художественном институте (ныне Университет искусств Албании). После окончания института в 1978—1982 годах работал в Балши школьным учителем рисования.
В 1982 году переехал в Тирану и начал работать с киностудией Albfilm. Специализировался на исторических мозаиках.
В 1990 году, воспользовавшись туристической поездкой в Италию, нелегально покинул Албанию и добрался до Калабрии, где поселился в городке Лунгро, сотрудничал с сообществом художников Арбереши.
Умер после тяжелой болезни в больнице г. Бари.

## Творчество
Главный работы художника — огромная мозаика «Албанцы» на фронтоне Национального исторического музея Албании, которая является одним из символов албанской столицы. Мозаика занимает площадь 400 м². На ней изображены тринадцать фигур албанцев разных периодов истории Албании от древних до современных фигур и мозаики на дворцах культуры в Тиране, Люшне и Пешкопии.
Украсил монументальной мозаикой Спаса Вседержителя Христа купол православного собора «Воскресение Христово» в Тиране. Писал картины маслом на холсте.
Автор серии из десяти графических иллюстраций на историческую тему для Городского музея Фиери. Ежегодно участвовал в коллективных выставках, организованных Городским музеем Фиери.
В 1978—1989 годах — участник Национальных биеннале Тираны в секции «Изобразительное искусство» с композициями маслом на холсте и мозаикой.
В 1983 г. получил государственную награду за мозаику на фронтоне Национального исторического музея